# Sainte-Tréphine

Sainte-Tréphine este o comună în departamentul  Côtes-d'Armor, Franța. În 1 ianuarie 2022 avea o populație de 187 de locuitori.